# Torregalindo
Torregalindo ist ein Ort und eine Gemeinde (municipio) mit 123 Einwohnern (Stand: 2024) im Süden der spanischen Provinz Burgos in der autonomen Region Kastilien-León.

## Lage und Klima
Torregalindo liegt in der Iberischen Meseta am Río Riaza in einer Höhe von ca. 835 m. Die Provinzhauptstadt Burgos befindet sich ca. 110 km nördlich. Das Klima ist gemäßigt bis warm; der eher spärliche Regen (ca. 530 mm/Jahr) fällt – mit Ausnahme der Sommermonate – übers Jahr verteilt.

## Bevölkerungsentwicklung
| Jahr      | 1970 | 1981 | 1991 | 2001 | 2011 | 2021 |
| Einwohner | 283  | 222  | 170  | 141  | 143  | 120  |

## Wirtschaft
Der Ort bildete vom Mittelalter bis in die erste Hälfte des 20. Jahrhunderts hinein das handwerkliche und merkantile Zentrum mehrerer Dörfer und Einzelgehöfte in der Umgebung. Heute ist – neben dem Weinbau im klassifizierten Weinbaugebiet Ribera del Duero – der Tourismus in Form der Vermietung von Ferienwohnungen die wichtigste Einnahmequelle der Gemeinde.

## Sehenswürdigkeiten
- Kirche Johannes der Täufer (Iglesia de San Juan Bauttista)
- Burgruine
- Wassermühle

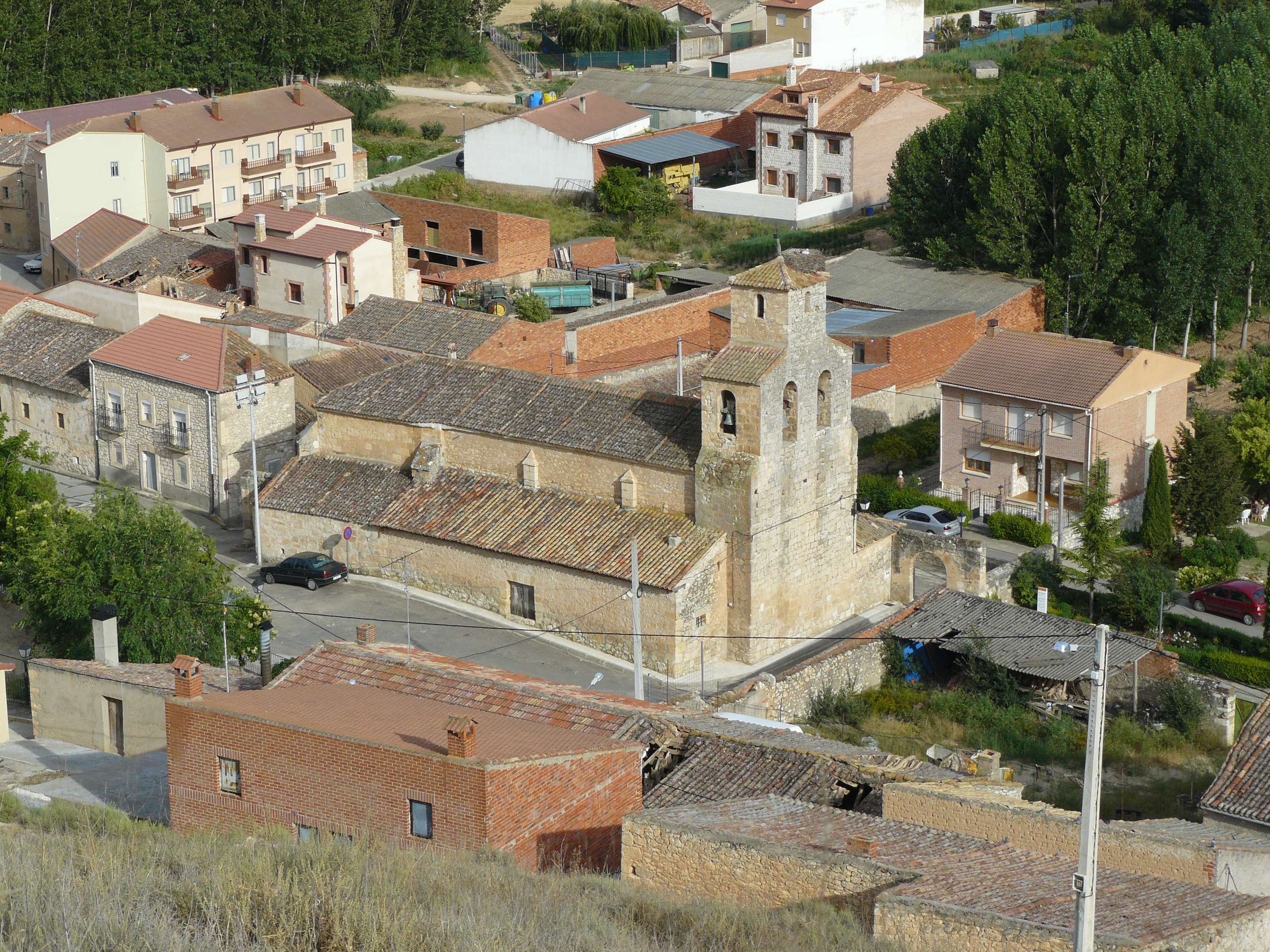
Kirche Johannes der Täufer
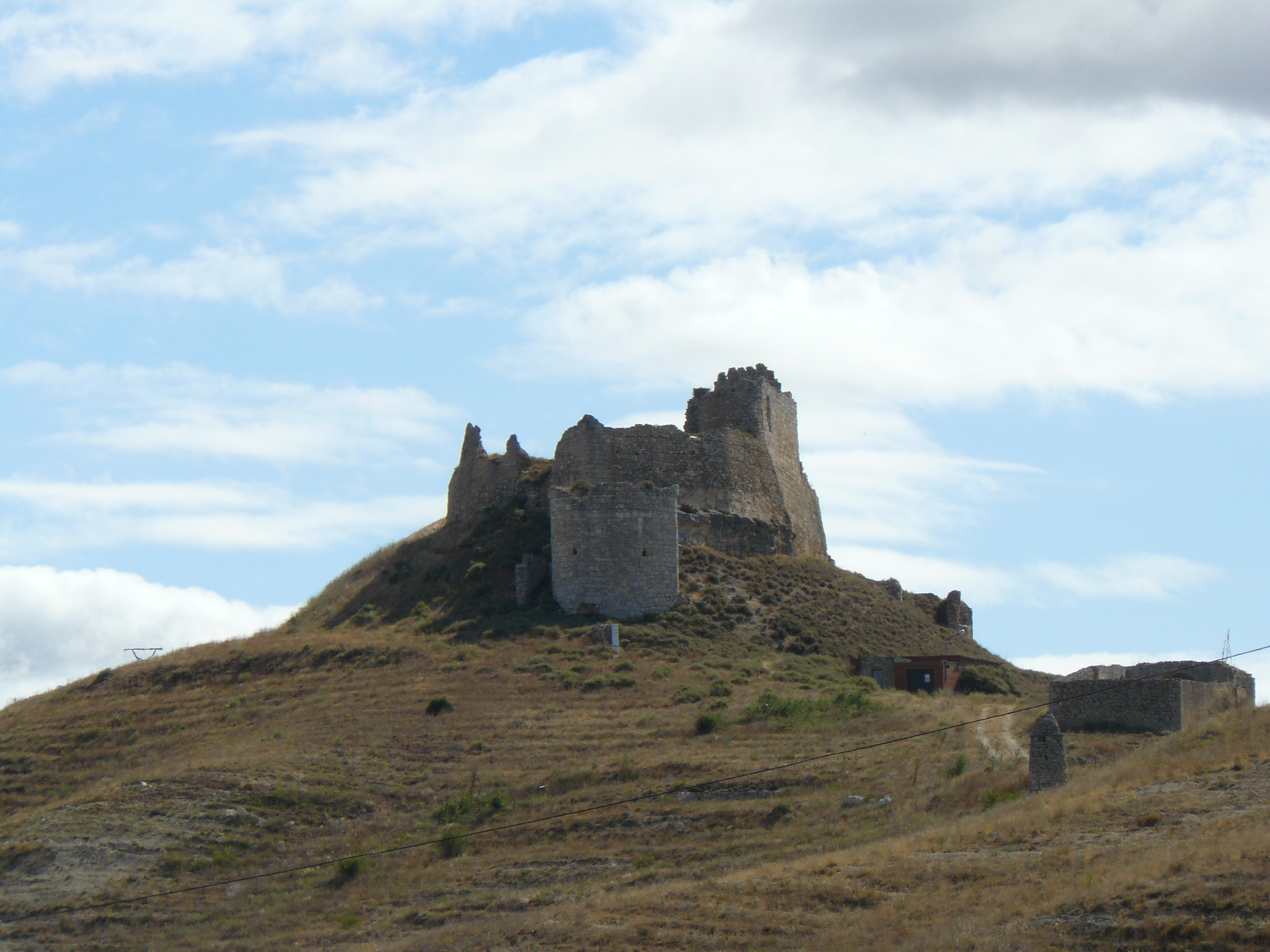
Burgruine